# Episodi di Doris Day Show (quinta stagione)
La quinta stagione della serie televisiva Doris Day Show è andata in onda negli Stati Uniti dall'11 settembre 1972 al 12 marzo 1973 sulla CBS.
| nº | Titolo originale             | Prima TV USA      | Titolo italiano | Prima TV Italia |
| -- | ---------------------------- | ----------------- | --------------- | --------------- |
| 1  | No More Advice... Please     | 11 settembre 1972 |                 |                 |
| 2  | The Great Talent Raid        | 18 settembre 1972 |                 |                 |
| 3  | Just a Miss Understanding    | 25 settembre 1972 |                 |                 |
| 4  | The Press Secretary          | 2 ottobre 1972    |                 |                 |
| 5  | Peeping Tom                  | 9 ottobre 1972    |                 |                 |
| 6  | Forgive and Forget           | 16 ottobre 1972   |                 |                 |
| 7  | Debt of Honor                | 23 ottobre 1972   |                 |                 |
| 8  | Jimmy the Gent               | 6 novembre 1972   |                 |                 |
| 9  | The Music Man                | 13 novembre 1972  |                 |                 |
| 10 | Defective Story              | 20 novembre 1972  |                 |                 |
| 11 | The Co-Op                    | 27 novembre 1972  |                 |                 |
| 12 | Anniversary Gift             | 11 dicembre 1972  |                 |                 |
| 13 | The New Boss                 | 18 dicembre 1972  |                 |                 |
| 14 | Follow That Dog              | 1º gennaio 1973   |                 |                 |
| 15 | The Hoax                     | 8 gennaio 1973    |                 |                 |
| 16 | The Last Huzzah              | 15 gennaio 1973   |                 |                 |
| 17 | Hospital Benefit             | 22 gennaio 1973   |                 |                 |
| 18 | It's a Dog's Life            | 29 gennaio 1973   |                 |                 |
| 19 | Family Magazine              | 5 febbraio 1973   |                 |                 |
| 20 | A Small Cure for Big Alimony | 12 febbraio 1973  |                 |                 |
| 21 | The Magnificent Fraud        | 19 febbraio 1973  |                 |                 |
| 22 | Meant for Each Other         | 26 febbraio 1973  |                 |                 |
| 23 | Welcome to Big Sur, Sir      | 5 marzo 1973      |                 |                 |
| 24 | Byline, Alias Doris          | 12 marzo 1973     |                 |                 |

## No More Advice... Please
- Prima televisiva: 11 settembre 1972

### Trama
- Guest star: Luis de Córdova (Jules), Don Chastain (Eric Stewart), Peter Lawford (dottor Peter Lawrence), Melissa Whittaker (Melissa)

## The Great Talent Raid
- Prima televisiva: 18 settembre 1972

### Trama
- Guest star: De De Young (Ellen), Tom Stewart (Harry), Ralph Story (John Scott), Glynn Turman (Chris Davis), Luis de Córdova (Jules), John Kroger (Jim), Billy De Wolfe (Willard Jarvis)

## Just a Miss Understanding
- Prima televisiva: 25 settembre 1972

### Trama
- Guest star: Peter Lawford (dottor Peter Lawrence), Jack De Mave (Dave Genson), Joe Hoover (Jim)

## The Press Secretary
- Prima televisiva: 2 ottobre 1972

### Trama
- Guest star: Patrick O'Neal (Jonathan Rusk), Julie Adams (Louise Rusk)

## Peeping Tom
- Prima televisiva: 9 ottobre 1972

### Trama
- Guest star: Larry Hovis (Larry Madison), John Stephenson (sergente Murdock), Joseph V. Perry (Sam)

## Forgive and Forget
- Prima televisiva: 16 ottobre 1972

### Trama
- Guest star: John Kroger (Herb Franklin), Aline Towne (Louise Mercer), Peter Lawford (dottor Peter Lawrence), Jo De Winter (Marcia Kruger), Noah Keen (dottor Jerry Kruger), Ginny Golden (Toni Rolfe), Murray Pollack (Walter Mercer)

## Debt of Honor
- Prima televisiva: 23 ottobre 1972

### Trama
- Guest star: Sid Melton (Al), Ed Begley Jr. (Wally), Richard Schaal (Greg Mitchell), Luis de Córdova (Jules)

## Jimmy the Gent
- Prima televisiva: 6 novembre 1972

### Trama
- Guest star: Paul Sorensen (capitano Morton), Charles Wagenheim (Mr. Jenkins), Peter Lawford (dottor Peter Lawrence), Walter Burke (Jimmy / George Callahan), Elvia Allman (infermiera Sylvia Howard), Florida Friebus (Miss Peabody), John Lawrence (Eddie Dubbins)

## The Music Man
- Prima televisiva: 13 novembre 1972

### Trama
- Guest star: Ed Garner (Charlie), Anne Randall (Nancy), Paul Hampton (Johnny Reb), Eldon Quick (Mr. Barton), Melissa Whittaker (Mrs. Barton)

## Defective Story
- Prima televisiva: 20 novembre 1972

### Trama
- Guest star: Lidia Kristen (Zelinka), Dave Morick (Boris), Roger C. Carmel (generale Nikolai Smaltzoff), Alan Oppenheimer (Marvin Patterson), Joseph V. Perry (Sasha), Ford Lile (reporter TV)

## The Co-Op
- Prima televisiva: 27 novembre 1972

### Trama
- Guest star: Daniel Keough (Mr. Sinclair), Paula Victor (Mrs. Yetta Lohman), Billy De Wolfe (Willard Jarvis), Henry Corden (Mr. Murray Lohman), Alan DeWitt (Lester Hansen), Lester Fletcher (Lance Baker), Misty Rowe (Mrs. Sinclair)

## Anniversary Gift
- Prima televisiva: 11 dicembre 1972

### Trama
- Guest star: Rick Hurst (Herb), Kay Stewart (Mrs. Winston), Peter Lawford (dottor Peter Lawrence), Dick Van Patten (Sam), William Tregoe (Mr. Winston)

## The New Boss
- Prima televisiva: 18 dicembre 1972

### Trama
- Guest star: Ben Wrigley (Charlie), Jack Wells (Fred), Edward Andrews (colonnello Fairburn), John Myhers (Tom Grainger), Joe Hoover (Jim)

## Follow That Dog
- Prima televisiva: 1º gennaio 1973

### Trama
- Guest star: James Sikking (detective Charles), John Stephenson (detective Douglas), Bruce Gordon (Mr. Benedict), Paul Stewart (George Cantrell), Joseph Ruskin (Harry), Dave Morick (Frank), Jack Griffin (Mr. Adams)

## The Hoax
- Prima televisiva: 8 gennaio 1973

### Trama
- Guest star: Alan DeWitt (John), Read Morgan (George), Andy Griffith (Mitch Folger), Ryan McDonald (Mr. Waterhouse), Ceil Cabot (aspirantye attrice), David Frank (Ozzie)

## The Last Huzzah
- Prima televisiva: 15 gennaio 1973

### Trama
- Guest star: Henry Jones (Sam Johnson), Daniel Keough (Mr. Sinclair)

## Hospital Benefit
- Prima televisiva: 22 gennaio 1973

### Trama
- Guest star: Betty McGuire (infermiera), Peggy Rea (infermiera Dawson), Peter Lawford (dottor Peter Lawrence), Lee Meriwether (infermiera Lois Frazier), Noah Keen (dottor Robertson), Jeffrey Mannix (manichino)

## It's a Dog's Life
- Prima televisiva: 29 gennaio 1973

### Trama
- Guest star: Henry Corden (Mr. Murray Lohman), Cliff Norton (accalappiacani Genson), Billy De Wolfe (Willard Jarvis), Ford Lile (poliziotto)

## Family Magazine
- Prima televisiva: 5 febbraio 1973

### Trama
- Guest star: Martin Ashe (Willoughby), Dick Wilson (esercente hotel), Jon Cypher (Sir Robert Kingsley), John Kroger (Jack)

## A Small Cure for Big Alimony
- Prima televisiva: 12 febbraio 1973

### Trama
- Guest star: Marcel Hillaire (George), Lee Bergere (Jeff O'Neal), Norma Crane (Donna Bennett), Buddy Lewis (Artie)

## The Magnificent Fraud
- Prima televisiva: 19 febbraio 1973

### Trama
- Guest star: Towyna Thomas (cameriera), Betty McGuire (donna alla reception), Bernie Kopell (zio August Von Kappelhoff), Dan Tobin (Vincent Bissel), Kay E. Kuter (professore), Martin Ashe (Smedley, il maggiordomo)

## Meant for Each Other
- Prima televisiva: 26 febbraio 1973

### Trama
- Guest star: Louise Lane (infermiera alla amternità), Jack Wells (presentatore del talk show), Patrick O'Neal (Jonathan Rusk), Peter Hobbs (Mr. Roberts), Joe Ross (Mr. Wilson), Sharyn Wynters (primo ministro Singh)

## Welcome to Big Sur, Sir
- Prima televisiva: 5 marzo 1973

### Trama
- Guest star: Patrick O'Neal (Jonathan Rusk), Sid Melton (Sid), Paul Vaughn (commesso)

## Byline, Alias Doris
- Prima televisiva: 12 marzo 1973

### Trama
- Guest star: Ceil Cabot (Melissa Murphy), Paul Fix (senatore George Bergson), Joey Forman (Scotty), Louise Lewis (Mrs. Louise Bergson)